# Christoffel van Hessen
Christoph Ernst August prins van Hessen (Frankfurt am Main, 14 mei 1901 - Apennijnen bij Forlì, 7 oktober 1943) was een hoge Duitse nazi-officier.
Hij was de vijfde zoon van Frederik Karel van Hessen en Margaretha van Pruisen, een dochter van keizer Frederik III en Victoria van Saksen-Coburg en Gotha. Tijdens het Derde Rijk was Christoffel een hooggeplaatste nazi. Hij was het hoofd van de inlichtingendienst van Hermann Göring, en een naaste medewerker van Heinrich Himmler en lid van de SS. Tijdens de Tweede Wereldoorlog diende hij als majoor in de Luftwaffe. Op 15 december 1930 trouwde hij in Berlijn met Sophia van Griekenland, een dochter van Andreas van Griekenland en Alice van Battenberg, en een zuster van de Britse prins-gemaal Philip, hertog van Edinburgh. 
Christoffel en Sophia kregen samen vijf kinderen:
- Prinses Christina (10 januari 1933 - 21 november 2011); zij trouwde in 1950 met André van Joegoslavië (1929-1990) en in 1962 met de Nederlander Robert van Eyck (1916-1991), zoon van de dichter Pieter Nicolaas van Eyck
- Prinses Dorothea (24 juli 1934); trouwde in 1959 met Friedrich Prinz zu Windisch-Graetz (1917-2002)
- Prins Karl (26 maart 1937 - 23 maart 2022); trouwde in 1966 met Yvonne Gräfin Szapáry von Muraszombath, Széchysziget und Szapár (1944), halfzus van de Nederlandse ambassadeur mr. Godert Willem baron de Vos van Steenwijk (1934)
- Prins Rainer (18 november 1939)
- Prinses Clarissa (6 februari 1944); trouwde in 1971 met Claude Jean Derrien (1947)

Op 7 oktober 1943 overleed Christoffel ten gevolge van een vliegtuigongeluk in de Apennijnen bij Forlì.